# Сю Юхуа
Сю Юхуа̀ (на китайски: 許昱華; на пинин: Xu Yuhua) е китайска шахматистка, 11-а световна шампионка по шахмат, от 2006 до 2008 г.
Сю Юхуа е родена на 29 октомври 1976 г. в Джинхуа, провинция Джъдзян, Китай. На 6 години баща ѝ я научава да играе в шах . През 1998 г. побеждава в Азиатското първенство по шахмат за жени и получава титлата „гросмайстор за жени“ през 2001 г. Печели световната купа при жените през 2000 и 2002 г.  Печели златен медал от шахматните олимпиади през 2000, 2002 и 2004 г. с китайския отбор.  Участва в световните първенства по шахмат за жени, провеждани под формата на директни елиминации през 2000, 2001 и 2004 г., достигайки съответно трети кръг, полуфинал и четвъртфинал. 
На 25 март 2006 г. Сю Юхуа става световна шампионка по шахмат, след като печели турнир с 64 участнички с директни елиминации. На финала побеждава Алиса Галямова в мач до 4 партии с 2,5:0,5 . В този турнир покрива нормата за гросмайстор и притежава званието от 2007 г. Тогава достига максималния си рейтинг ЕЛО 2517, който запазва до юли 2007 г. Не успява да защити титлата си през 2008 г., когато отпада във втори кръг на световното първенство. ,
Сю Юхуа носи олимпийския огън при откриването на олимпийските игри в Пекин през 2008 г. 
Участва в сериите Гран-при за жени на ФИДЕ през 2009 – 2010 г., в които става победителка във втория етап в Нанкин. 
От януари 2012 г. не е участвала в официални състезания. Тя е международен съдия по шахмат. 